# Unvollständiger Vertrag
Ein unvollständiger Vertrag (auch relationaler Vertrag; englisch incomplete contract) ist in der neuen Institutionenökonomik ein Vertrag, der im Gegensatz zu einem vollständigen Vertrag nicht alle Vertragsbestandteile, die hätten geregelt werden können, enthält und durch asymmetrische Informationen der Vertragsparteien gekennzeichnet ist.
Der unvollständige Vertrag weist deshalb Vertragslücken auf. Er ist nicht für alle künftigen Umweltzustände vorgesehen, weil er nicht genau und nicht durchsetzbar festlegt, wie sich die Vertragspartner jeweils zu verhalten haben. Er ist unvollständig, weil ex ante die vollständige Beschreibung aller Umweltzustände nicht möglich oder zu teuer ist oder eine sinnvolle Zuordnung von Handlungen zu allen Umweltzuständen ex ante nicht möglich oder zu teuer ist. Unter einem unvollständigen Vertrag wird in den Wirtschafts- und Politikwissenschaften eine Vereinbarung verstanden, die nicht alle möglicherweise in der Zukunft eintretenden Eventualitäten mit einbezieht, sondern einen Rahmen für die künftig erfassten Vertragsbeziehungen errichtet. Ein vollständiger Vertrag enthält dagegen alle relevanten Vertragsbestandteile (Leistung und Gegenleistung, Geschäftsvolumen, Laufzeit, Fälligkeit), die verifizierbare Größen darstellen. Er ist aus ökonomischer Sicht vollständig, wenn er die gesamte Vertragsbeziehung umfassend regelt und die Vertragsparteien keinen Anlass haben, den Vertrag zu einem späteren Zeitpunkt zu ergänzen oder zu revidieren.

## Organisationstheorie
Die Thematik des ökonomisch unvollständigen Vertrags wurde 1937 von Ronald Coase erstmals aufgegriffen. Aus Sicht des Vertragsrechts – das aber hier nicht relevant ist – sind unvollständige Verträge informell, begrenzt durchsetzbar, auslegbar und Leistungen oft nicht erzwingbar etwa weil der Vertragspartner über einen Wissensvorsprung verfügt. So kann beispielsweise der Auftraggeber (Prinzipal in der hier geltenden Prinzipal-Agent-Theorie) oft nicht überprüfen, ob der vom Kfz-Mechatroniker (Agent) vorgeschlagene Austausch eines Verschleißteils wirklich technisch erforderlich ist. Das Fachwissen des Kfz-Mechatronikers wirkt wie eine asymmetrische Informationsverteilung.  
Der im Vertragsrecht behandelte unvollständige Vertrag wurde in die ökonomische Organisationstheorie übernommen und damit gleichzeitig die Unterscheidung von vollständigen und unvollständigen Verträgen in die formale Modellanalyse einbezogen. Einige Vertragspflichten bleiben bei Vertragsabschluss unberücksichtigt und müssen nachträglich ergänzt oder angepasst werden. Vorausgesetzt wird, dass eine Vertragspartei über Wissensvorsprünge verfügt, die zu asymmetrischer Information führen. Diese könnte bei nicht vertraglich geregelten Umweltzuständen opportunistisch ausgenutzt werden und im Falle von irgendwelchen Investitionsausgaben der anderen Vertragspartei versunkene Kosten verursachen, die eine Fehlinvestition herbeiführen könnten.

## Beispiele
Arbeitsverträge sind ein typisches Beispiel für unvollständige Verträge, weil es nur in Ausnahmefällen möglich oder zweckmäßig ist, alle für die Vertragsparteien interessanten Aspekte explizit in den Vertrag aufzunehmen wie beispielsweise Arbeitsintensität und Arbeitsqualität der Arbeitsleistung.
Der Bauvertrag ist ein unvollständiger Vertrag, dem lediglich der Charakter eines Rahmenvertrags zukommt, weil sich oft erst während der Baumaßnahme herausstellt, dass die Bauplanung nicht oder nur verändert realisiert werden kann.
Der Kreditvertrag des Bankwesens wird als unvollständiger Vertrag angesehen, weil nicht alle künftigen Umweltzustände vorhersehbar sind und in Covenants geregelt werden könnten.
Die meisten Werkverträge sind unvollständig, weil das Fachwissen der Auftragnehmer größer ist als das ihrer Auftraggeber.
Internationale völkerrechtliche Verträge wie der EU-Vertrag von Lissabon, ASEAN-Vertrag und MERCOSUR-Vertrag sind unvollständige Verträge, einzig die NAFTA wird als vollständiger Vertrag angesehen.

## Eigenschaften und Maßnahmen
Eigenschaften unvollständiger Verträge:
- sie sind implizit,
- sie sind sehr flexibel.

Aus dem letzten Punkt ergibt sich das Problem, dass die Akteure, besonders bei asymmetrischer Information, einen Anreiz zum opportunistischen Verhalten haben. Die Verträge sind somit zeitinkonsistent.
Mechanismen um opportunistisches Verhalten auszuschließen sind:
- langfristige Verträge wie bei Dauerschuldverhältnissen (Ausnutzung kurzfristigen Vorteils irrational),
- Selbstverpflichtung (Reputation),
- reziproker Altruismus (beide Vertragspartner tun sich gegenseitig „Gutes“).

Möglichkeiten zur Überwindung der Zeitinkonsistenz in Verträgen untersucht die Prinzipal-Agent-Theorie.
Unsichere Folgegeschäfte
Zu unsicheren Folgegeschäften gehören:
- Prolongation,
- Roll-over-Kredit,
- embedded options (bei Bankprodukten sind Wahlrechte eingebettet, wodurch der Zahlungsstrom teilweise oder überhaupt nicht fest ist).

## Theoretische Analyse unvollständiger Verträge: Das Modell von Gorton und Kahn
Das Modell von Gorton/Kahn ist ein Modell zum strategischen Verhalten von zwei risikoneutralen Vertragspartnern beim Kreditvertrag (Kreditgeber und Kreditnehmer), die in einer länger dauernden Geschäftsbeziehung stehen. Sie entwickelten ein Modell zur Kreditzinsermittlung unter besonderer Berücksichtigung von Nachverhandlungsmöglichkeiten und betrachten den Kreditvertrag im Zeitablauf. Ziel ist es, die Vorteilhaftigkeit von Nachverhandlungen zu zeigen und optimale Kreditkonditionen für Bankkredite zu bestimmen.

### Grundmodell
Vertragssituation
Kredite sind bei Gorton/Kahn unvollständige Verträge. Es besteht eine pauschale Kündigungsklausel für den Kreditgeber. Damit ist es dem Kreditgeber ermöglicht, den Vertrag jederzeit nachzuverhandeln. Ziel des Kreditgebers ist es dabei, ein für den Kreditgeber konformes Verhalten des Kreditnehmers zu erzwingen.  
Informationsverteilung
Im Modell besteht zu jeder Zeit symmetrische Informationsverteilung. Ursächlich für die Unvollständigkeit des Kreditvertrages ist also nicht die Informationsasymmetrie, sondern die Komplexität der Umwelt, die es den begrenzt rationalen Vertragsparteien unmöglich macht, sämtliche künftig eintretenden Umweltzustände vorherzusehen. Kreditgeber und Kreditnehmer schließen für die Dauer von zwei Perioden einen Kreditvertrag mit Rückzahlung in {\displaystyle t=2}. Der Kapitalmarktzins beträgt Null Prozent.
Im Anfangszeitpunkt {\displaystyle t=0} herrscht Unsicherheit über die erwarteten Erträge des Kredits: {\displaystyle y_{h}}, {\displaystyle y_{L}}, Streuung der Erträge um {\displaystyle \pm \sigma } mit der Wahrscheinlichkeit 0,5.
Nach einer Periode {\displaystyle t=1} werden Eintrittswahrscheinlichkeiten für den Vertragserfolg {\displaystyle y_{h}} bekannt. Dies ist aber nicht durch Dritte verifizierbar. Daher werden ex ante keine Vereinbarungen über zustandsabhängige Handlungen getroffen.
Nach zwei Perioden realisiert sich der Ertrag des Vertrages.
Konzept unvollständiger Verträge
Der Kreditgeber verzichtet bei Vertragsabschluss darauf, mögliche Handlungsweisen zu definieren, die von den nach einer Periode eintretenden Informationen abhängen. In {\displaystyle t=1} hat der Kreditgeber ein Kündigungsrecht, das ihm die Nachverhandlungsmöglichkeit eröffnet. Der Kreditgeber vereinbart eine Kündigungsmöglichkeit, um den Vertrag bei neuen Informationen flexibel zu seinen Gunsten nachverhandeln zu können.
Erhöhung des Kreditrisikos
Kreditnehmer neigen dazu, über die Kreditlaufzeit das Kreditrisiko zu erhöhen. In {\displaystyle t=1} kann der Kreditnehmer das Kreditrisiko unter Kosten {\displaystyle c} um den Parameter {\displaystyle S} erhöhen. Das heißt, dass die Vertragserfüllung sowohl höhere als auch weitaus niedrigere Werte annehmen kann.

### Wahrscheinlichkeitsbaum
Nach einer Periode wird bekannt, wie hoch die Wahrscheinlichkeiten eines guten ({\displaystyle p}) und eines schlechten Vertragsverlaufes ({\displaystyle 1-p}) sind:
- Mit Wahrscheinlichkeit p: {\displaystyle y_{h}\ }:
  - Wkt. 0,5: {\displaystyle y_{h}+\sigma \ },
  - Wkt. 0,5: {\displaystyle y_{h}-\sigma \ }.
- Mit Wahrscheinlichkeit (1-p):{\displaystyle y_{l}\ }:
  - Wkt. 0,5: {\displaystyle y_{l}+\sigma \ },
  - Wkt. 0,5: {\displaystyle y_{l}-\sigma \ }.

Der vereinbarte Rückzahlungsbetrag liegt über dem schlechtesten Vertragsausgang: {\displaystyle R>y_{l}-\sigma }.

#### Risikoerhöhung
Gorton/Kahn zeigen, dass der Kreditnehmer das Kreditrisiko erhöhen wird, sobald die Wahrscheinlichkeit für einen Vertragserfolg einen kritischen Wert unterschreitet. Dies resultiert in folgendem Wahrscheinlichkeitsbaum:
- Mit Wahrscheinlichkeit p: {\displaystyle y_{h}}:
  - Wkt. 0,5: {\displaystyle y_{h}+S-c\ }
    - Wkt. 0,5: {\displaystyle y_{h}+S-c+\sigma \ }
    - Wkt. 0,5: {\displaystyle y_{h}+S-c-\sigma \ }

  - Wkt. 0,5: {\displaystyle y_{h}-\sigma \ }
    - Wkt. 0,5: {\displaystyle y_{h}-S-c+\sigma \ }
    - Wkt. 0,5: {\displaystyle y_{h}-S-c-\sigma \ }
- Mit Wahrscheinlichkeit (1-p): {\displaystyle y_{l}}:
  - Wkt. 0,5: {\displaystyle y_{l}+S\ }
    - Wkt. 0,5: {\displaystyle y_{l}+S-c+\sigma \ }
    - Wkt. 0,5: {\displaystyle y_{l}+S-c-\sigma \ }

  - Wkt. 0,5: {\displaystyle y_{l}-S\ }
    - Wkt. 0,5: {\displaystyle y_{l}-S-c+\sigma \ }
    - Wkt. 0,5: {\displaystyle y_{l}-S-c-\sigma \ }.

Der vereinbarte Rückzahlungsbetrag liegt über dem drittschlechtesten Vertragsausgang: {\displaystyle R>y_{l}+S-\sigma -c}.

#### Rückzahlungsbetrag
In der Ausgangssituation wird bezüglich des Rückzahlungsbetrags angenommen:
{\displaystyle R>y_{l}-\sigma },
ansonsten komme es zu Liquidation in {\displaystyle t=2} mit dem Liquidationserlös von {\displaystyle L_{2}}.
Bei {\displaystyle R>L_{1}>L_{2}} erfolgt die Liquidation in {\displaystyle t=1}: 
{\displaystyle L_{1}}.
Annahme zum Rückzahlungsbetrag bei Risikoerhöhung: {\displaystyle R>y_{L}+S-\sigma -c}. Ist {\displaystyle R} kleiner, erfolgt die Liquidation in {\displaystyle t=2} mit den Kreditkosten {\displaystyle L_{2}-c}. Aufgrund der anfallenden Kosten {\displaystyle c} ist eine Risikoerhöhung nicht immer vorteilhaft. Der Kreditnehmer wird in {\displaystyle t=1} eine Risikoerhöhung vornehmen, falls dadurch sein erwarteter Gewinn steigt. Die Risikoerhöhung hat einen negativen Einfluss auf den erwarteten Gewinn des Kreditgebers. Dies kann ihn zur Kündigung oder Nachverhandlung veranlassen.

#### Möglichkeit von Nachverhandlungen
Der Kreditgeber wird seinerseits die Rückzahlung des Kredits so verändern, dass sein erwarteter Ertrag maximiert wird. Eine Erhöhung der geforderten Rückzahlung geht aber auch mit dem Effekt einher, dass die Wahrscheinlichkeit dafür, dass der Kreditnehmer zahlungsunfähig wird, steigt. Der Kreditgeber kann aber andererseits den Rückzahlungsbetrag nicht beliebig senken, um den Kreditnehmer von einer Risikoerhöhung abzuhalten.
Nachverhandlungsmöglichkeiten bestehen insbesondere bei Bankkrediten, wobei der Ertrag des Kredits neu aufgeteilt wird. Es ergibt sich jedoch auch ein Trittbrettfahrerproblem. Falls der Kreditnehmer das Risiko ohnehin nicht erhöhen will, besteht kein Handlungsbedarf.
Mögliche Aktionen des Kreditgebers in {\displaystyle t=1} bei problematischen Schuldnern, die das Kreditrisiko erhöhen, sind:
- Das riskantere Projekt hat einen Erwartungswert, der kleiner ist als der Liquidationswert. Damit kann ein Kreditinstitut mit Liquidation drohen.
  - Liquidieren: Der erwartete Gewinn bei Kreditfortführung ist geringer als bei Liquidation. Der Erwartungswert des Kredits ist geringer als der Liquidationswert, und eine Zinserhöhung kann ebenso Liquidationswert nicht erreichen.
  - Zinserhöhung: Erwartungswert des Kredits ist geringer als der Liquidationswert, aber eine glaubhafte Zinserhöhung bringt den erwarteten Gewinn über den Liquidationswert. Die Nachteile aus der Risikoerhöhung können durch eine Zinserhöhung teilweise kompensiert werden.
- Die Liquidationsdrohung ist nicht glaubhaft, da die Bank sich selbst schaden würde:
  - Nichtstun: Der Kreditgeber kann sich hier durch andere Handlungen (Liquidieren, Zins erhöhen oder senken) nicht besser stellen. Liquidieren unwirksam und Schuldennachlass schadet mehr als Risikoerhöhung.
  - Zins senken: Die Vorteile aus der durch eine begrenzte Zinssenkung vermiedenen Risikoerhöhung überwiegen die Nachteile aus dem geringen Zinsertrag. Ein Schuldennachlass erwirkt keine Erhöhung des Projektrisikos, was den Gewinn erhöht.

Ab einer Schwelle {\displaystyle p} werden Kreditnehmer das Risiko nicht erhöhen.

### Ergebnisse
Die optimalen Handlungen des Kreditnehmers und des Kreditgebers hängen von der Erfolgswahrscheinlichkeit {\displaystyle p} ab. Es besteht kein monotoner Zusammenhang zwischen Kreditnehmerqualität und der Höhe des geforderten Rückzahlungsbetrags. Eine Kreditfinanzierung über einen Finanzintermediär kann wegen der geringeren Koordinationskosten vorteilhaft gegenüber einer Marktlösung sein. Mögliche Nachverhandlungsergebnisse und deren Wahrscheinlichkeiten sollten bei der Bestimmung der Kreditkonditionen im Anfangszeitpunkt berücksichtigt werden.

## Wirtschaftliche Aspekte
Ein vollständiger Vertrag beinhaltet sämtliche Kontingenzen künftiger Ereignisse, die den Vertragsparteien im Voraus bekannt sind. Die Zukunft verbirgt nichts, was nicht im Vertrag geregelt werden kann. Da es schlechthin meist unmöglich ist, sämtliche auf den Vertrag künftig einwirkenden Umweltzustände bis Vertragsabschluss zu antizipieren, werden viele Wirtschaftsbeziehungen durch unvollständige Verträge abgewickelt. Sie  sind das Ergebnis der als zu hoch empfundenen Transaktionskosten. Übersteigen nämlich die Transaktionskosten (etwa Anwaltsgebühren) den mit dem Vertrag erzielten Grenzerlös, muss der Vertrag lückenhaft bleiben oder wird nicht geschlossen. Sie enthalten Vertragslücken, die unter Umständen zu Nachträgen führen. Ein unvollständiger Vertrag eröffnet den Vertragsparteien mehr Verhaltensfreiräume, die auch opportunistisch ausgenutzt werden können. Gegen opportunistisches Verhalten muss in unvollständigen Verträgen Vorsorge durch sorgfältige Auswahl der Vertragspartner und vertragliche Schutzmechanismen (etwa Signalling und Screening) getroffen werden. Ist der unvollständige Vertrag mit einem Lock-in-Effekt versehen, so eröffnen sich ausnutzbare Handlungsspielräume, die zu einem Hold-up-Problem führen können.